# Isabel Guzman

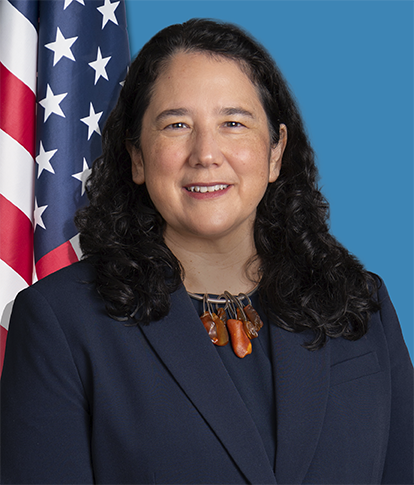
Isabel Casillas Guzman (2021)

Isabella Casillas Guzman (* 1970/71 in Burbank, Los Angeles County, Kalifornien) ist eine amerikanische Regierungsbeamtin und frühere Wirtschaftslobbyistin. Sie war von 2021 bis 20. Januar 2025 die Administratorin der Small Business Administration im Kabinett Biden. Ihr Amtsantritt erfolgte nach der Bestätigung durch den US-Senat am 17. März 2021.
Sie entstammt vier Generationen von Texanern, die ursprünglich vor der mexikanischen Revolution aus den Bundesstaaten Aguascalientes und Jalisco flohen. Sie ist außerdem jüdischer, deutscher und chinesischer Abstammung. In den 1960er Jahren zog Guzmans Vater von Texas nach Los Angeles. Guzman erwarb einen Bachelor of Science an der Wharton School der University of Pennsylvania.